# NGC 2744
NGC 2744 je galaksija u zviježđu Raku.

## Vanjske poveznice
- SEDS: NGC 2744